# Pleurocodonellina laciniosa
Pleurocodonellina laciniosa är en mossdjursart som beskrevs av Hayward och Ryland 1995. Pleurocodonellina laciniosa ingår i släktet Pleurocodonellina och familjen Smittinidae. Inga underarter finns listade i Catalogue of Life.